# Tetisheri
Tetisheri was de matriarch van de Egyptische koninklijke familie van de late 17e dynastie van Egypte en de vroege 18e. Haar echtgenoot was Ta'a I (Senachtenre). Zij was de moeder van Ta'a II (Seqenenre) en Ahhotep I, en grootmoeder van Kamose en Ahmose I.

## Genealogie
Tetisheri werd geboren uit ouders (Tjenna en Neferoe) die geen geërfde of verkozen officiële functie hadden, maar mogelijk wel koninklijke stamhoofden waren uit de westelijke oasen. Het huwelijk tussen prins Ta'a I (Senachtenre) en Tetisheri vond plaats ca. 1620 v.Chr. in Opper-Egypte. De prins van Thebe moest toen nog de heerschappij van de machtige Hyksos-koning in Avaris erkennen. Tao I koos haar ondanks haar afkomst om niet alleen zijn echtgenote te worden maar ook "grote koninklijke vrouwe". Hij verleende haar tal van privileges in die richting, die zelfs nooit eerder aan een koningin waren toegekend. Zo was zij de eerste koningin die de gierenkroon mocht dragen, waarmee werd aangegeven dat de positie van "grote vrouw" nu integraal deel uitmaakte van de faraonische macht.

## Functie
Toen haar zoon Tao II tegen de overheersende Hyksos in opstand kwam, speelde Tetisheri waarschijnlijk een rol in de ordehandhaving in Thebe en aan het Thebaanse hof. Haar echtgenoot werd gedood in de strijd en men neemt aan dat zijn opvolger, hun zoon Kamose, hetzelfde lot onderging. Op die manier werd Tetisheri's gezag een opmerkelijk precedent voor elkaar opvolgende koningsvrouwen, zoals dochter Ahhotep, de moeder van Ahmose, die een sleutelrol had in de veldtochten tegen de Hyksos. In hun opvolging was er ook Ahmose-Nefertari, de eerste koningin die de belangrijke titel van priesteres kreeg "godsvrouw van Amon". Het heeft er alle schijn van dat Tetisheri het precedent schiep voor het sterk vrouwelijk koningschap in de 18e dynastie, met Hatsjepsoet, de koningsvrouw die farao werd, en Nefertiti, die een zeer belangrijke koninklijke positie bekleedde aan het hof van Amarna.
Er is evenwel weinig in detail bekend omtrent het leven van Tetisheri. Behalve een papyrusfragment dat een dotatie op haar naam in Beneden-Egypte aangeeft, is er weinig houvast voor onderzoekers, die hun speculaties moeten baseren op het weinige dat aan informatie kan worden gehaald uit de stele van Abydos die in haar naam is opgericht.
Het was onder het bewind van haar kleinzoon Ahmose dat de definitieve uitdrijving van de Hyksos uit Egypte plaatsvond. Onder Ahmose werd bij die gelegenheid ter harer ere een cenotaaf opgericht in Abydos, te midden het uitgebreide dodentempel complex dat hij daar voor zichzelf liet maken.

## Titels
Tetisheri droeg als koninklijke titels:
- Grote koninklijke vrouwe (hmt-niswt-wrt)
- Koninklijke vrouwe (hmt-nisw)
- Koninklijke moeder (mwt-niswt)

## Archeologie

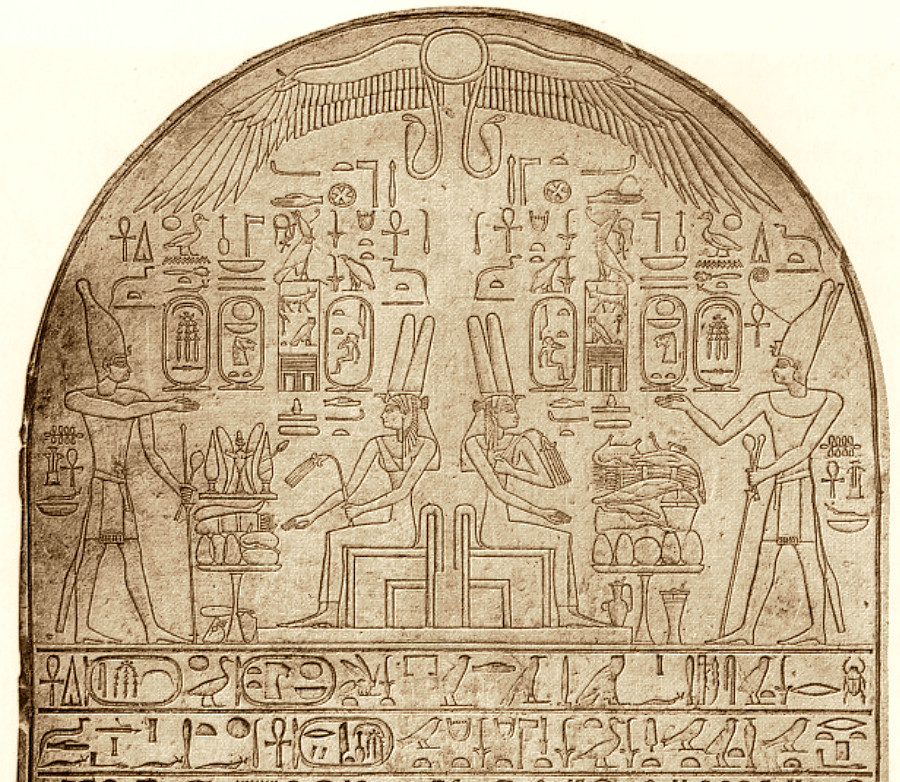
Stele van Ahmose als eerbetoon aan Tetisheri. Gevonden in de ruïnes van Tetisheri's piramide in het complex van Ahmose's piramide in Abydos

Een structuur van kleitegels werd in 1902 ontdekt door het Egyptisch Exploratie Fonds. Men vond een monumentale stele waarop in detail de dedicatie van een piramide met omsluiting (of heiligdom) voor Tetisheri werd aangegeven, die was uitgevoerd door Ahmose en zijn echtgenote Ahmose-Nefertari. De ontdekker, C.T. Currelly, was van mening dat de tekstverwijzing naar een 'piramide' van Tetisheri niet naar het gebouw verwees waar de stele was gevonden, maar naar een imposantere piramide die aan een grotere dodentempel was verbonden die aan de fundering ervan was ontdekt door A.C. Mace in 1900.
Maar volgens meer recente ontdekkingen kan deze visie niet worden gehandhaafd. De fundering van de structuur die oorspronkelijk door Currelly als 'heiligdom' of 'mastaba' was beschreven, werd in 2004 bij nieuwe opgravingen van het Oriental Instite van de Universiteit van Chicago onder leiding van S. Harvey aangewezen als feitelijk onderdeel van de laagste rondgangen van een stenen piramide. Dit was de laatste piramide die ooit voor een koningin werd gebouwd in Egypte.
Gedeelten van het krijtstenen piramidion of de deksteen werden eveneens gevonden. Daarmee is aangetoond dat het wel degelijk om een piramidevormig gebouw ging. Met magnetisch onderzoek werd ook een bakstenen ommuring van 70 op 90 meters aangewezen, die eerder niet door archeologen was ontdekt. Dit zou dus kunnen overeenkomen met hetgeen op de stele van Ahmose staat beschreven: een piramide met ommuring, te midden van het dodentempelcomplex van Ahmose zelf gebouwd. De tekst wijst er ook op dat Tetisheri nog een andere cenotaaf in Abydos had, (waarvan de locatie niet bekend is), naast ook haar eigenlijke graftombe in Thebe (Luxor). Er is evenwel in de Koninginnenvalei geen enkele tombe met uitsluitsel aan koningin Tetisheri toegewezen. Wel is een mummie die mogelijk de hare is teruggevonden bij andere mummies van de koninklijke familie in de koninklijke cachette (DB 320). Een beeldje dat al langer in het British Museum is draagt een inscriptie van haar, maar werd geïdentificeerd als een vervalsing door M.V. Davies. Deze vervalsing zou dan gebaseerd zijn op een slaafse nabootsing van de inscriptie van een fragment van het onderste gedeelte van een gelijkaardig origineel beeldje van de koningin, dat thans zoek is. Bepaalde onderzoekers trekken deze vervalsingstheorie echter in twijfel en plaatsen vraagtekens bij de potentiële authenticiteit van het beeldje zelf, dan wel de inscriptie.